# Ekeby, Gamla Uppsala socken

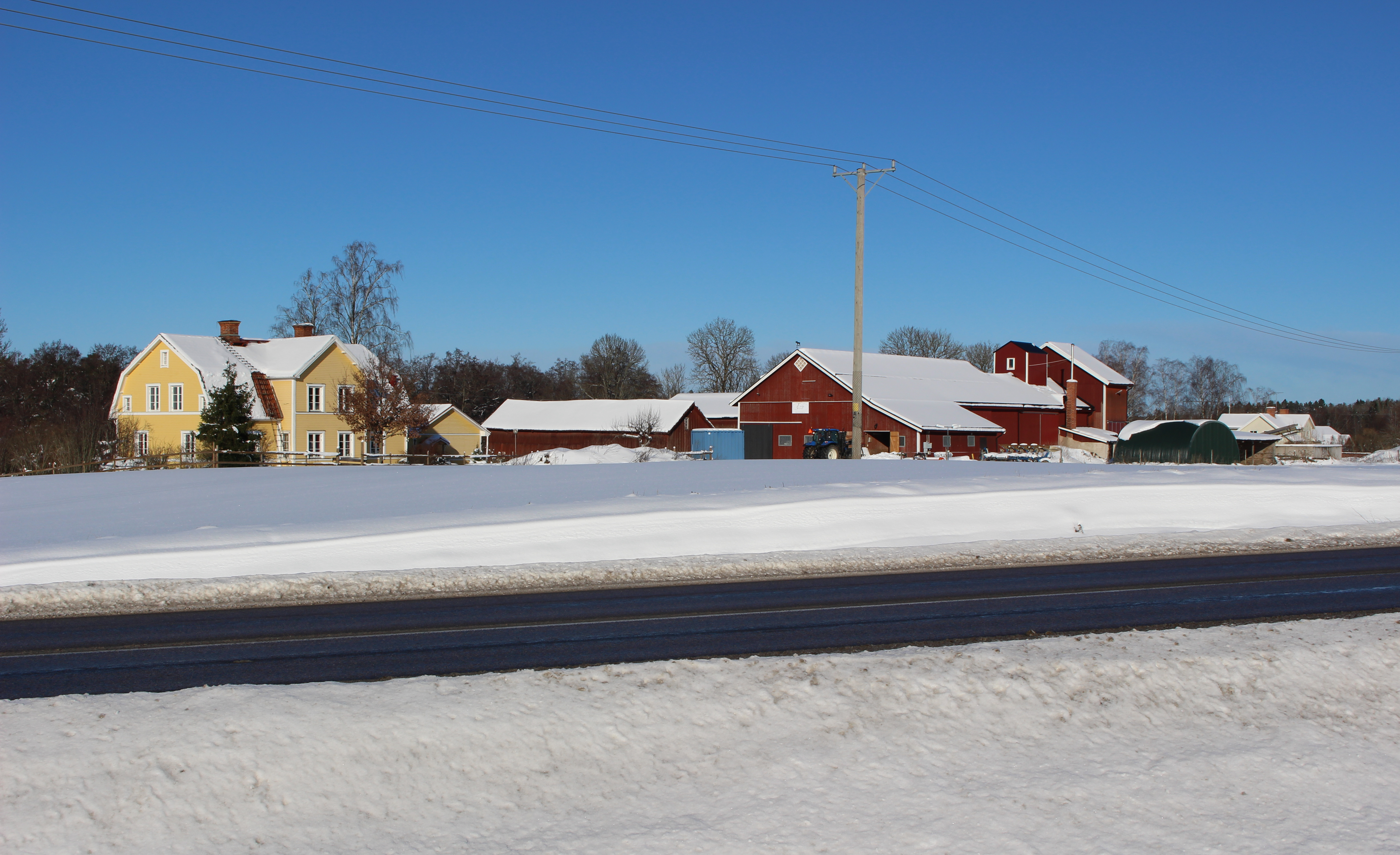
Ekeby sedd från söder. Vägen i förgrunden leder från Uppsala till Storvreta (omedelbart till höger om bilden).

Ekeby är en by i Gamla Uppsala socken, Uppsala kommun, strax söder om Storvreta.
Byn omtalas första gången 1357, då Fullerö kanonikat erhöll 2 öresland och 8 penningland jord samt en vattendriven kvarn i Ekeby. Byn innehöll redan på 1300-talet frälsejord, som tillhört flera betydande ätter, och dessa innehade även under 1400-talet kvarnen i Ekeby. Till kvarnen hörde även ett mindre sågverk (också drivet av vattenkraft, men numera rivet) samt en smedja. Kvarndriften upphörde slutgiltigt år 1986.
Under 1497–1527 hade Uppsala domkyrka två lantbor i byn, men från 1528 tillhör ena gården Uppsala helgeandshus. Perioden 1540–1568 omfattar byn 3 till 4 gårdar. Kvarndriften upphörde slutgiltigt år 1986.
Längs Uppsalaåsen öster om byn finns flera spridda gravfält som förmodligen är delar av ett större bygravfält (RAÄ 191 Uppsala, RAÄ 247 Uppsala och RAÄ 188 Uppsala).